# Chrysomyxa
Chrysomyxa es un género de hongos roya en la familia Coleosporiaceae. El género tiene una distribución amplia en el hemisferio norte, contiene 23 especies. Los hongos roya del género Chrysomyxa se desarrollan en bosques boreales del hemisferio norte sobre Pinaceae, (principalmente Picea), y muchas especies alternan con hospedadores angiosperma en Ericaceae.

## Especies
- Chrysomyxa abietis
- Chrysomyxa arctostaphyli
- Chrysomyxa cassandrae
- Chrysomyxa chiogenis
- Chrysomyxa diebuensis[3]
- Chrysomyxa empetri
- Chrysomyxa expansa
- Chrysomyxa himalensis
- Chrysomyxa ledi
- Chrysomyxa ledicola
- Chrysomyxa nagodhii
- Chrysomyxa neoglandulosi
- Chrysomyxa piperiana
- Chrysomyxa pirolata
- Chrysomyxa pyrolae
- Chrysomyxa reticulata
- Chrysomyxa rhododendri
- Chrysomyxa roanensis
- Chrysomyxa stilbae
- Chrysomyxa succinea
- Chrysomyxa vaccinii
- Chrysomyxa weirii
- Chrysomyxa woroninii
- Chrysomyxa zhuoniensis[3]